# Исикава, Такубоку
Такубоку Исикава (яп. 石川 啄木 Исикава Такубоку, 20 февраля 1886 года — 13 апреля 1912 года) — японский поэт, литературный критик, оказал сильное влияние на развитие поэзии танка.

## Биография
Родился в маленькой деревне на главном японском острове Хонсю, единственным сыном в семье небогатого сельского священника, и при рождении получил имя Хадзимэ («первенец»). Такубоку — литературный псевдоним, впервые использованный в 1903 году и означающий «дятел».
Первые танка опубликованы в 1902 году в токийском журнале «Утренняя звезда»:
Оставив песни,
Окрашенные кровью,
На память миру,
Бреду по мёртвым полям.
Как громко стонет осень!перевод Веры Марковой
Служил учителем, затем сотрудничал в журналах, был корректором.
Такубоку Исикава был убеждённым противником войны. В разгар Русско-японской войны опубликовал сборник стихов «Стремления», в котором содержалось стихотворение «Памяти адмирала Макарова», где поэт воспевает подвиг русских солдат.
Враг доблестный! Ты встретил свой конец,
Бесстрашно на посту командном стоя.
С Макаровым сравнив, почтят героя
Спустя века. Бессмертен твой венец!перевод Веры Марковой
Издал сборники «Стремления» (1905), «Горсть песка» (1910), «Свист и свисток» (1911), «Грустная игрушка» (Опубликован посмертно).
Умер в нищете от туберкулёза через месяц после смерти матери. На момент смерти ему было всего 26 лет.

## Издания на русском языке
- Исикава Токубоку Стихи. — М.: Гослитиздат, 1957.
- Исикава Токубоку Лирика. — М.: Худож. лит., 1966.
- Исикава Токубоку Избранная лирика / Пер. с яп., сост., предисл и примеч. Веры Марковой. — М.: Мол. гвардия, 1971. — 80 с. — 50 000 экз. (Избранная зарубежная лирика)
- Исикава Токубоку Лирика / Пер. с яп., сост., предисл и примеч. Веры Марковой. — М.: Детская лит., 1981. — 190 с.